# Slanke wilgenkokermot
De slanke wilgenkokermot (Coleophora lusciniaepennella) is een vlinder uit de familie kokermotten (Coleophoridae). De wetenschappelijke naam is voor het eerst geldig gepubliceerd in 1833 door Treitschke.
De soort komt voor in Europa.